# 라스트카오스
라스트카오스(영어: Lastchaos)는 바른손게임즈가 제작한 중세 판타지 배경의 대규모 다중 사용자 온라인 롤플레잉 게임이다. 2010년 현재 미국, 독일, 프랑스, 스페인, 일본, 러시아, 남미, 터키 등 30여 개국에서 15개 언어로 서비스되고 있다.
주요 특징으로는 전 세계 플레이어와 함께하는 월드 토너먼트 시스템, 콘솔 게임 형태의 싱글 플레이가 가능한 퍼스널 던전 시스템, 유저가 직접 던전의 몬스터 배치를 할 수 있는 몬스터 콤보 시스템 등이 있다.

## 사양 정보
|             | 최소 사양                           | 권장 사양                           |
| ----------- | ----------------------------------- | ----------------------------------- |
| 운영 체제   | Windows XP / 2000 / ME / 98         | Windows XP / 2000 / ME / 98         |
| CPU         | 펜티엄 3 800Mhz 이상                | 펜티엄 4 1.5Ghz 이상                |
| 주 메모리   | 256Mb 이상                          | 512Mb 이상                          |
| 그래픽 카드 | Geforce 2 MX 이상, Radeon 7500 이상 | Geforce 4 Ti 이상, Radeon 8500 이상 |
| 하드 디스크 | 5GB 정도의 하드디스크 여유 공간     | 7GB 정도의 하드디스크 여유 공간     |